# Marozia
Marozia, geboren als Maria maar ook bekend als Mariuccia of Mariozza (ongeveer 890 - 932/937), was een Romeinse vrouw van adel en vermeend minnares van Paus Sergius III. Ze was de eerste die de titels senatrix ("senatores") en patriargeres van Rome kreeg uit naam van Paus Johannes X. Volgens John L. Lamonte zou Marozia de centrale figuur worden in een corrupte samenleving die zowel de stad Rome als het pausschap volledig zou domineren. Deze periode staat bekend als de Saeculum Obscurum (Latijn: donkere tijd)
De achttiende-eeuwse historicus Edward Gibbon – hoewel hij Theodora (de moeder van Marozia) verwarde met Theodora (de zus van Marozia) – schreef over haar dat de "invloed van twee zuster-prostituees, Marozia en Theodora, gebaseerd was op hun rijkdom en schoonheid, hun politieke en amoureuze intriges: de meest toegewijde van hun minnaars ontvingen de Romeinse mijter, en hun heerschappij is wellicht de basis geweest voor de middeleeuwse legende van een vrouwelijke paus. De onwettige zoon, de kleinzoon en achterkleinzoon van Marozia - op zich een zeldzame familiale relatie - bekleedden [allen] het pausschap." Van deze beschrijving stamt de pejoratieve en misogyne term pornocratie voor de saeculum obscurum. De term wordt geassocieerd met de heerschappij over Rome door Theodora en dochter Marozia door mannelijke stromannen.

## Biografie
Marozia werd omstreeks 890 geboren. Ze was de dochter van de Romeinse consul Theophylactus, graaf van Tusculum, en van Theodora. Liutprand van Cremona kenschetste haar als "een schaamteloze hoer. . . [die] macht over de Romeinse burgers uitoefende alsof zij een man was."
Op vijftienjarige leeftijd werd Marozia de minnares van Theophylactus' neef Paus Sergius III, die ze kende uit de tijd dat hij nog bisschop van Portus was. Samen kregen zij een zoon, Johannes.
In 909, toen ze zwanger was van het kind van Sergius, trouwde Marozia met Alberic I, hertog van Spoleto. Alberic erkende Johannes en kreeg daarnaast in 911 of 912 met Marozia nog een tweede kind, Alberic II. Tegen de tijd dat Alberic I gedood werd bij Orte in 924, hadden Romeinse grondbezitters de volledige macht overgenomen van de traditionele machthebbers in de vorm van de pauselijke bureaucratie. Hiermee was Rome vrijwel geheel onder seculiere controle gekomen, hetgeen als dieptepunt van de invloed van de pausen gezien kan worden.
Om de invloed van Paus Johannes X te verminderen (die volgens de Marozia vijandig gezinde tijdgenoot en historicus Liutprant van Cremona een van haar vele minnaars was), trouwde Marozia Guido van Toscane, tegenstander van Johannes X. Guido zou zijn beeldschone vrouw evenzeer liefgehad hebben als hij de macht lief had. Samen vielen zij Rome aan, arresteerden paus Johannes X, en sloten hem op in de Engelenburcht. Guido liet hem uiteindelijk verstikken met een kussen in 928, en Marozia greep de macht in Rome door middel van een staatsgreep. De volgende twee pausen, Leo VI en Stefanus VIII, waren beiden marionetten van Marozia. In 931 slaagde ze er zelfs in haar zoon als paus naar voren te schuiven, onder de naam Johannes XI. Johannes was op dat moment slechts 21 jaar oud.
Toen haar echtgenoot stierf in 929 onderhandelde Marozia een huwelijk met zijn halfbroer, Hugo van Arles, die gekozen was tot koning van Italië. Hugo was al getrouwd, maar liet zijn eerste huwelijk ontbinden zodat zij konden trouwen. Alberik II van Spoleto, Marozia's zoon uit haar eerste huwelijk, leidde de oppositie tegen de heerschappij van Marozia en Hugo. In 932 liet hij hen tijdens de huwelijksplechtigheid opsluiten. Marioza zou tot haar dood gevangen blijven in de krochten van de Engelenburcht en het daglicht niet meer zien. Hugo wist echter uit Rome te ontsnappen.
Marozia stierf in gevangenschap, ergens tussen 932 en 937. Marozia had het grote ongeluk welbespraakte kwaadsprekers te hebben: het Liber Pontificalis en de kronieken van Liutprand of Cremona zijn de voornaamste bronnen omtrent de details van haar leven.
Alberic II was op zijn beurt vader van Octavianus, die Paus Johannes XII zou worden in 955. De pausen Benedictus VIII, Johannes XIX, en Benedictus IX, uit het Huis van Toscane, waren allen afstammelingen van Marozia. Samen met Guido van Toscane kreeg zij ook een dochter Berta Theodora, die ongetrouwd zou blijven.